# 花背石榴螺
花背石榴螺（学名：Eratoena tomlini），是中腹足目石榴螺科石榴螺属的一种。主要分布于台湾，常栖息在潮间带岩礁。